# Elecciones municipales de Guatemala de 2015
Las Elecciones municipales de Guatemala 2015 se realizaron el domingo 6 de septiembre de 2015, en las mismas se renovaron a los alcaldes y corporaciones de los 338 municipios en los 22 departamentos de Guatemala.

## Estructura de los gobiernos municipales
El gobierno de los municipios de Guatemala está a cargo de un Concejo Municipal, de conformidad con el artículo 254 de la Constitución Política de la República de Guatemala, que establece que «el gobierno municipal será ejercido por un consejo municipal». A su vez, el código municipal —que tiene carácter de ley ordinaria y contiene disposiciones que se aplican a todos los municipios de Guatemala— establece en su artículo 9 que «el consejo municipal es el órgano colegiado superior de deliberación y de decisión de los asuntos municipales… y tiene su sede en la circunscripción de la cabecera municipal». Por último, el artículo 33 del mencionado código establece que al «gobierno del municipio [le] corresponde con exclusividad al consejo municipal el ejercicio del gobierno del municipio».
El consejo municipal se integra de conformidad con lo que establece la Constitución en su artículo 254, es decir «por un consejo el cual se integra con el alcalde, los síndicos y concejales, electos directamente por sufragio universal y secreto para un periodo de cuatro años, pudiendo ser reelectos». Al respecto, el código municipal en el artículo 9 establece «que se integra por el alcalde, los síndicos y los concejales, todos electos directa y popularmente en cada municipio de conformidad con la ley de la materia».

## Resultados electorales
Esta es la lista de alcaldes electos para el periodo 2016-2020 .
| Partidos y Alianzas | Partidos y Alianzas                         | Alcaldes Electos |
| ------------------- | ------------------------------------------- | ---------------- |
|                     | Libertad Democrática Renovada               | 130/338          |
|                     | Partido Patriota                            | 75/338           |
|                     | Unidad Nacional de la Esperanza             | 62/338           |
|                     | Todos                                       | 19/338           |
|                     | Comités Cívicos                             | 18/338           |
|                     | CREO- Unionista                             | 13/138           |
|                     | Unión del Cambio Nacional                   | 11/338           |
|                     | Unidad Revolucionaria Nacional Guatemalteca | 3/338            |
|                     | Movimiento Reformador                       | 2/338            |
|                     | Encuentro por Guatemala                     | 1/338            |
|                     | Fuerza                                      | 1/338            |
|                     | Partido de Avanzada Nacional                | 1/338            |
|                     | Partido Republicano Institucional           | 1/338            |
|                     | Visión con Valores                          | 1/338            |
|                     | Movimiento Nueva República                  | 0/338            |
|                     | WINAQ-URNG-MAIZ                             | 0/338            |
|                     | Corazón Nueva Nación                        | 0/338            |
|                     | Convergencia                                | 0/338            |
|                     | Total de alcaldes electos                   | 338              |

## Alcaldes Electos por municipio y por Partido Político
| Departamento  | Municipio                   | Nombre                                  | Partido/Coalición |
| ------------- | --------------------------- | --------------------------------------- | ----------------- |
| Alta Verapaz  | Cobán                       | Jorge Cordová                           |                   |
| Alta Verapaz  | Tactic                      | Edin Guerrero                           |                   |
| Alta Verapaz  | Santa Cruz Verapaz          | Roberto Ja                              |                   |
| Alta Verapaz  | Lanquín                     | Irlanda Mejía                           |                   |
| Alta Verapaz  | Chahal                      | Carlos Córdova                          |                   |
| Alta Verapaz  | Santa Catalina La Tinta     | José Morataya                           |                   |
| Alta Verapaz  | Raxruhá                     | César Castro                            |                   |
| Alta Verapaz  | Panzós                      | Jaime Chub                              |                   |
| Alta Verapaz  | Tamahú                      | Bernardino Sis                          |                   |
| Alta Verapaz  | Tucurú                      | Leonel Guzmán                           |                   |
| Alta Verapaz  | Senahú                      | José García                             |                   |
| Alta Verapaz  | Cahabón                     | Mariano Caal                            |                   |
| Alta Verapaz  | Fray Bartolomé de Las Casas | Lilian García                           |                   |
| Alta Verapaz  | San Juan Chamelco           | Ervin Tut                               |                   |
| Alta Verapaz  | San Cristóbal Verapaz       | Allan García                            |                   |
| Izabal        | Puerto Barrios              | Hugo Sarceño                            |                   |
| Izabal        | Los Amates                  | Milton Pantaleón                        |                   |
| Izabal        | Livingston                  | Miguel Rax Asij                         |                   |
| Izabal        | El Estor                    | Rony Méndez                             |                   |
| Izabal        | Morales                     | Francisco Cappa Rosales                 |                   |
| Petén         | Flores                      | Carlos Caal                             |                   |
| Petén         | San José                    | Maynor Tesucún                          |                   |
| Petén         | La Libertad                 | Benjamín Ipiña                          |                   |
| Petén         | Santa Ana                   | Carlos Garrido                          |                   |
| Petén         | Dolores                     | Marvin Cruz                             |                   |
| Petén         | San Luis                    | Jesús Carlos Arriaza                    |                   |
| Petén         | San Francisco               | Luis Estrada                            |                   |
| Petén         | Sayaxché                    | José Cabnal                             |                   |
| Petén         | Melchor de Mencos           | Luis Yánez                              |                   |
| Petén         | Poptún                      | Salvador Cabrera                        |                   |
| Petén         | Las Cruces                  | René Reinosa                            |                   |
| Petén         | San Andrés                  | Milton Méndez                           |                   |
| Petén         | El Chal                     | Santos Martínez                         |                   |
| Petén         | San Benito                  | Carlos Kuylen                           | CCESON            |
| Huehuetenango | Huehuetenango               | Gerónimo Martínez Gómez                 |                   |
| Huehuetenango | Aguacatán                   | Selvin Omar Villatoro Recinos           |                   |
| Huehuetenango | Concepción Huista           | Alonzo Gaspar Juan                      |                   |
| Huehuetenango | Jacaltenango                | Juan Antonio Camposeco Delgado          |                   |
| Huehuetenango | La Democracia               | Elder Amílcar Montejo Rivas             |                   |
| Huehuetenango | La Libertad                 | Carlos Darinel Aguirre                  |                   |
| Huehuetenango | Nentón                      | Irma Elizabeth Ávila Alvarado de Molina |                   |
| Huehuetenango | San Gaspar Ixchil           | alberto Godínez Pérez                   |                   |
| Huehuetenango | San Ildefonso Ixtahuacán    | Elías Ortiz Andrés                      |                   |
| Huehuetenango | San Juan Ixcoy              | Miguel Bautista Ramírez                 |                   |
| Huehuetenango | San Pedro Necta             | Juli Amúlcar Ambrocio Ramírez           |                   |
| Huehuetenango | San Pedro Soloma            | Gregorio López Joaquín                  |                   |
| Huehuetenango | San Rafael La Independencia | Carlos Francisco Pablo Félix            |                   |
| Huehuetenango | San Sebastián Coatán        | Domingo Diego Francisco                 |                   |
| Huehuetenango | Santa Ana Huista            | Filomeno Hernández Herrera              |                   |
| Huehuetenango | Santa Bárbara               | Enrique Pérez Ruiz                      |                   |
| Huehuetenango | Unión Cantinil              | Augusto René Juárez Mazariegos          |                   |
| Huehuetenango | Chiantla                    | Carlos Armando Alvarado Figueroa        |                   |
| Huehuetenango | Colotenango                 | Aroldo Ovidio Ríos de León              |                   |
| Huehuetenango | Cuilco                      | Manrique Obel Gálvez De León            |                   |
| Huehuetenango | San Antonio Huista          | Silmar Isidro Morales López             |                   |
| Huehuetenango | San Rafael Petzal           | Julio Enrique Morales Domingo           |                   |
| Huehuetenango | San Sebastián Huehuetenango | Vicente Lorenzo Gómez                   |                   |
| Huehuetenango | Santa Cruz Barillas         | Gilberto López Alvarado                 |                   |
| Huehuetenango | Tectitán                    | El Osías González Velásquez             |                   |
| Huehuetenango | Todos Santos Cuchumatán     | Andrés Mendoza Calmo                    |                   |
| Huehuetenango | San Juan Atitán             | Lorenzo García Martín                   |                   |
| Huehuetenango | San Mateo Ixtatán           | Andrés Alonzo Pascual                   |                   |
| Huehuetenango | San Miguel Acatán           | Alonzo Carlos Miguel                    |                   |
| Huehuetenango | Santiago Chimaltenango      | Armando Humberto Hernández Carrillo     |                   |
| Huehuetenango | Malacatancito               | Sergio Ademar Ávila Molina              |                   |
| Huehuetenango | Santa Eulalia               | Daniel Juan Sebastián Gómez             |                   |

| Departamento  | Municipio                   | Nombre                          | Partido                      |
| ------------- | --------------------------- | ------------------------------- | ---------------------------- |
| Baja Verapaz  | Salamá                      | Byron Tejeda                    | Comité Cívico Yo Amo Salamá  |
| Baja Verapaz  | Rabinal                     | Amado Pérez                     |                              |
| Baja Verapaz  | San Miguel Chicaj           | Edgar Edán Ixtecoc              |                              |
| Baja Verapaz  | Cubulco                     | Tomás Alonzo                    |                              |
| Baja Verapaz  | Granados                    | Byron Ronaldo Alvarado          |                              |
| Baja Verapaz  | Santa Cruz El Chol          | Adolfo Mayén                    |                              |
| Baja Verapaz  | San Jerónimo                | Moisés Canahuí                  |                              |
| Baja Verapaz  | Purulhá                     | Sebastián Castro García         |                              |
| Chimaltenango | Chimaltenango               | Carlos Alexánder Simax          |                              |
| Chimaltenango | San Andrés Itzapa           | Hugo Israel Guch Ajpuac         |                              |
| Chimaltenango | El Tejar                    | Juan José Cua Hernández         |                              |
| Chimaltenango | San Miguel Pochuta          | Héctor Gonzalo Alfaro Moscoso   |                              |
| Chimaltenango | San Pedro Yepocapa          | Bernabé Ajín Vicente            |                              |
| Chimaltenango | Acatenango                  | Isaías Marroquín                |                              |
| Chimaltenango | San Juan Comalapa           | Justo Rufion Similox Pichiyá    |                              |
| Chimaltenango | Patzicía                    | Silvestre Per Xar               |                              |
| Chimaltenango | Parramos                    | Juan Carlos Ruwet Castellanos   |                              |
| Guatemala     | Ciudad de Guatemala         | Álvaro Arzú                     |                              |
| Guatemala     | Villa Nueva                 | Edwin Escobar                   |                              |
| Guatemala     | Santa Catarina Pinula       | Víctor Alvarizaes Monterroso    |                              |
| Guatemala     | Chinautla                   | Brenda Del Cid Medrano          |                              |
| Guatemala     | Mixco                       | Neto Bran                       |                              |
| Guatemala     | San José Pínula             | Miguel Ángel Solares            |                              |
| Guatemala     | Villa Canales               | Julio Marroquín                 |                              |
| Guatemala     | Petapa                      | Luis Alberto Reyes              |                              |
| Guatemala     | Amatitlán                   | Mara Marroquín Flores           |                              |
| Guatemala     | Fraijanes                   | Aníbal Albizurez                |                              |
| Sacatepéquez  | Antigua Guatemala           | Susana Heidi Asencio Lueg       | Antigua en Buenas Manos      |
| Sacatepéquez  | Jocotenango                 | Marcus Alexander González P.    | MarCus                       |
| Sacatepéquez  | Magdalena Milpas Altas      | Pedro Alcántara Pérez V.        | CCLM                         |
| Sacatepéquez  | Pastores                    | Miguel Antonio López Barahona   | MUP                          |
| Sacatepéquez  | Santiago Sacatepéquez       | Juan Carlos Barrios Rodríguez   | Convergencia Social Santiago |
| Sacatepéquez  | San Lucas Sacatepéquez      | Yener Haroldo Plaza Natareno    |                              |
| Sacatepéquez  | Ciudad Vieja                | José Juventino Paredes Galindo  | PP                           |
| Sacatepéquez  | Santa Catarina Barahona     | Elmer Neftalí Ordóñez López     | PP                           |
| Sacatepéquez  | San Antonio Aguas Calientes | Mynor Ariel López Hernández     |                              |
| Sacatepéquez  | San Bartolomé Milpas Altas  | Rosalío Aspuac Martínez         |                              |
| Sacatepéquez  | San Juan Alotenango         | José Luis Marroquín Pamal       |                              |
| Sacatepéquez  | Santa María de Jesús        | Nicolás Cumá Vicente            |                              |
| Sacatepéquez  | Sumpango                    | Efraín Paredes                  |                              |
| Sacatepéquez  | Santa Lucía Milpas Altas    | Augusto Agustín Vicente         |                              |
| Sacatepéquez  | San Miguel Dueñas           | Augusto Agustín Vicente         |                              |
| Sacatepéquez  | Santo Domingo Xenacoj       | Mario Francisco Aquino Chilé    |                              |
| Sololá        | Concepción                  | Bacilio Juracán Lejá            | LIDER                        |
| Sololá        | Nahualá                     | Manuel Tzep Rosario             | LIDER                        |
| Sololá        | San Antonio Palopó          | Francisco Calabajay Díaz        | LIDER                        |
| Sololá        | San Lucas Tolimán           | Moisés Miza Castro              | LIDER                        |
| Sololá        | San Pedro La Laguna         | Edwin Mauricio Méndez Puac      | LIDER                        |
| Sololá        | Santa Cruz La Laguna        | Ignacio Sosa Mendoza            | LIDER                        |
| Sololá        | Santa Lucía Utatlán         | Santos Augusto Yac Joj          | LIDER                        |
| Sololá        | San José Chacayá            | Dagoberto Domingo García Chutá  | PP                           |
| Sololá        | San Juan La Laguna          | Antonio Chavajay Ixtamer        | PP                           |
| Sololá        | San Marcos La Laguna        | Vicente Raúl Puzul Mendoza      | PP                           |
| Sololá        | San Pablo La Laguna         | Sebastián Ixcayá Chipir         | PP                           |
| Sololá        | Santa Catarina Ixtahuacán   | Pascual Tambriz Tzep            | PP                           |
| Sololá        | Panajachel                  | Enio Roberto Urizar Batres      |                              |
| Sololá        | San Andrés Semetabaj        | Gaspar Chumil Morales           |                              |
| Sololá        | Santa María Visitación      | Mario Roberto Dionisio Dionisio |                              |
| Sololá        | Santiago Atitlán            | Juan Antonio Velásquez Petzey   |                              |
| Sololá        | Sololá                      | Lisandro Iboy Chiroy            | SUD                          |

| Departamento   | Municipio                   | Nombre                            | Partido/Coalición    |
| -------------- | --------------------------- | --------------------------------- | -------------------- |
| Quetzaltenango | Quetzaltenango              | Luis Fernando Grijalva            |                      |
| Quetzaltenango | Almolonga                   | Pedro Gonzalo Siquiná Yac         | CCA                  |
| Quetzaltenango | Cabricán                    | Jayro Guillermo López R.          |                      |
| Quetzaltenango | San Carlos Sija             | Geradín Ariel Díaz M.             |                      |
| Quetzaltenango | Cajolá                      | Juan Gómez López                  | PP                   |
| Quetzaltenango | Concepción Chiquirichapa    | Rafael Martín Hernández Cardona   | PP                   |
| Quetzaltenango | El Palmar                   | Mario Ajanael                     | PP                   |
| Quetzaltenango | Palestina de los Altos      | Wilmin Maudiel Morales Castillo   | PP                   |
| Quetzaltenango | San Martín Sacatepéquez     | Miguel Gómez Guzmán               | PP                   |
| Quetzaltenango | Sibilia                     | Juan Francisco De León A.         | PP                   |
| Quetzaltenango | Cantel                      | Hugo Salomé Xec Morales           |                      |
| Quetzaltenango | Colomba                     | Isidro Herminio Castillo D.       |                      |
| Quetzaltenango | Flores Costa Cuca           | Mario René Lozano Girón           |                      |
| Quetzaltenango | Huitán                      | Pedro Lucas y Lucas               |                      |
| Quetzaltenango | Olintepeque                 | Miguel Calvac                     |                      |
| Quetzaltenango | San Miguel Sigüilá          | Santos Escobar Vicente            |                      |
| Quetzaltenango | La Esperanza                | Abrahim Zelada López              |                      |
| Quetzaltenango | San Juan Ostuncalco         | Juan Aguilar Luis                 |                      |
| Quetzaltenango | San Mateo                   | Elvin Yobany Cifuentes Escobar    |                      |
| Quetzaltenango | Salcajá                     | Rolando Miguel Ovalle Barrios     |                      |
| Quetzaltenango | San Francisco La Unión      | Gregorio Tomás Chávez Matul       |                      |
| Quetzaltenango | Zunil                       | Juan Chay García                  |                      |
| Quiché         | Santa Cruz del Quiché       | Rosendo Jerónimo Salvador Cuterez |                      |
| Quiché         | Canillá                     | Catarino García Cruz              |                      |
| Quiché         | Chichicastenango            | Damián Soc Pérez                  |                      |
| Quiché         | Chinique                    | Guadalupe Baten Hernández         |                      |
| Quiché         | Nebaj                       | José Adolfo Quezada Valdez        |                      |
| Quiché         | San Juan Cotzal             | Noé Israel Herrera Girón          |                      |
| Quiché         | Uspantán                    | Pedro Rolando Us Maldonado        |                      |
| Quiché         | Zacualpa                    | Sabino Herwin Calachij Gutiérrez  |                      |
| Quiché         | Chajul                      | Pedro Caba Caba                   |                      |
| Quiché         | Pachalúm                    | José Chivalán Quinilla            |                      |
| Quiché         | Patzité                     | Juan José Tiu Vicente             |                      |
| Quiché         | San Andrés Sajcabajá        | Domingo Ajeataz Cho               |                      |
| Quiché         | San Antonio Ilotenango      | Santos Calel Tum                  |                      |
| Quiché         | San Bartolomé Jocotenango   | Baltazar Cruz Torres              |                      |
| Quiché         | San Pedro Jocopilas         | José Francisco Pérez Reyes        |                      |
| Quiché         | Chicamán                    | Pedro Gamarro Morales             |                      |
| Quiché         | Chiché                      | Ángel Ren Guarcas                 |                      |
| Quiché         | Ixcán                       | Raúl Gutiérrez Ardón              |                      |
| Quiché         | Joyabaj                     | Pedro Raymundo Cobo               |                      |
| Quiché         | Sacapulas                   | Nery Raúl Quintana Ortiz          |                      |
| San Marcos     | San Pedro Sacatepéquez      | Carlos Bautista                   |                      |
| San Marcos     | San Antonio Sacatepéquez    | William Fuentes                   |                      |
| San Marcos     | Tejutla                     | Humberto Gómez                    |                      |
| San Marcos     | Tajumulco                   | Ismael Ramos                      |                      |
| San Marcos     | Malacatán                   | Hipólito Hernández                |                      |
| San Marcos     | Nuevo Progreso              | Eluminio Cifuentes                |                      |
| San Marcos     | La Reforma                  | Aroldo Santiago Morales           |                      |
| San Marcos     | El Quetzal                  | Ricardo Velásquez                 |                      |
| San Marcos     | La Blanca                   | Aroldo Cordero                    |                      |
| San Marcos     | Esquipulas Palo Gordo       | Juan Carlos Ochoa                 |                      |
| San Marcos     | San Cristóbal Cucho         | BaudIlio Ricardo Ramírez          | LIDER                |
| San Marcos     | San Lorenzo                 | Josué Tema                        | LIDER                |
| San Marcos     | Comitancillo                | Basilio García                    | LIDER                |
| San Marcos     | Concepción Tutuapa          | Petronilo Chun Pérez              | LIDER                |
| San Marcos     | Sipacapa                    | Carlos Domingo                    | LIDER                |
| San Marcos     | El Tumbador                 | Augusto Echeverría                | LIDER                |
| San Marcos     | Ocós                        | Aníbal Fausto Maldonado           | LIDER                |
| San Marcos     | Ixchiguán                   | David Pérez                       | LIDER                |
| San Marcos     | San Rafael Pie de La Cuesta | Carlos Mazariegos                 | LIDER                |
| San Marcos     | Río Blanco                  | Eugenio López                     |                      |
| San Marcos     | San José Ojetenam           | Magno Victorio Roblero            |                      |
| San Marcos     | Sibinal                     | Amílcar Robles Escalante          |                      |
| San Marcos     | El Rodeo                    | Wilde Joel Fuentes                |                      |
| San Marcos     | San Miguel Ixtahuacán       | Ramiro Soto                       |                      |
| San Marcos     | Tacaná                      | Eugenio Hernández                 |                      |
| San Marcos     | Catarina                    | Fulbio Pérez                      |                      |
| San Marcos     | San Pablo                   | Raúl Maldonado                    |                      |
| San Marcos     | Ayutla Tecún Umán           | Erick Zúñiga                      | Comité Cívico Crecer |
| San Marcos     | Pajapita                    | Walter López                      |                      |

| Departamento          | Municipio                          | Nombre                              | Partido                 |
| Chiquimula            |                                    |                                     |                         |
| --------------------- | ---------------------------------- | ----------------------------------- | ----------------------- |
| Chiquimula            | Camotán                            | Guillermo Guerra                    |                         |
| Chiquimula            | Olopa                              | Fredy Neptalí Urrutia Guevara       |                         |
| Chiquimula            | Chiquimula                         | Rolando Arturo Aquino Guerra        | Comité cívico La Muta   |
| Chiquimula            | Concepción Las Minas               | Juan Antonio Venegas Hernández      | LIDER                   |
| Chiquimula            | San Jacinto                        | Leonidas Morales Sagastsume         | LIDER                   |
| Chiquimula            | Quezaltepeque                      | Alvaro Rolando Morales Sandoval     | LIDER                   |
| Chiquimula            | San Juan Ermita                    | Mario Orlando Lemus Martínez        | LIDER                   |
| Chiquimula            | Esquipulas                         | Carlos Lapola                       |                         |
| Chiquimula            | Jocotán                            | José Fernando Carrera Franco        |                         |
| Chiquimula            | Ipala                              | Esduin Gerson Javier Javier         | MILPA                   |
| Chiquimula            | San José La Arada                  | José Adán Lemus Díaz                |                         |
| Santa Rosa            |                                    |                                     |                         |
| Barberena             | Rubelio Recinos Corea              |                                     |                         |
| Casillas              | Adrián Samayoa Palma               |                                     |                         |
| Cuilapa               | Esvin Fernando Marroquín Túpas     |                                     |                         |
| Guazacapán            | Francisco Orantes                  |                                     |                         |
| Oratorio              | Ely Yovany Orozco Martínez         |                                     |                         |
| San Juan Tecuaco      | William Alonzo García y García     |                                     |                         |
| Santa Cruz Naranjo    | José Ángel Lechuga Ávila           |                                     |                         |
| Santa María Ixhuatán  | Jorge Alexis Quevedo Divas         |                                     |                         |
| Chiquimulilla         | Obdulio Herrarte                   |                                     |                         |
| Taxisco               | Edgar Rubén Catalán Retana         |                                     |                         |
| Nueva Santa Rosa      | José Enrique Arredondo Amaya       |                                     |                         |
| San Rafael Las Flores | Roberto de Jesús Pivaral y Pivaral |                                     |                         |
| Santa Rosa de Lima    | Llan Carlos Dávila Arévalo         | Comité Cívico El Sembrador          |                         |
| Suchitepéquez         | Mazatenango                        | Manuel de Jesús Delgado Sagarminaga | Comité Cívico el Conejo |
| Suchitepéquez         | Cuyotenango                        | Jorge Arturo Reyes Ceballos         |                         |
| Suchitepéquez         | San Francisco Zapotitlán           | Danilo Madrazo Mazariegos           |                         |
| Suchitepéquez         | San Bernardino                     | Boris Genaro Recinos Sandoval       |                         |
| Suchitepéquez         | San José El Ídolo                  | Alfredo Oliva Lam                   |                         |
| Suchitepéquez         | Santo Domingo Suchitepéquez        |                                     |                         |
| Suchitepéquez         |                                    |                                     |                         |
|                       |                                    |                                     |                         |

## Sucesos tras las elecciones
En los meses posteriores a las elecciones municipales se sucedieron varias capturas y hechos violentos relacionados con los alcaldes electos;  he aquí un listado de los acontecimientos.
| Municipio             | Departamento | Fecha                 | Suceso | Antecedentes |
| --------------------- | ------------ | --------------------- | --- | --- |
| Concepción            | Sololá       | 11 de octubre de 2015 | Una turba linchó y dio muerte al alcalde reelecto Basilio Juracán, tras atribuirle un ataque armado en contra del excandidato a alcalde por el partido de la Unidad Nacional de la Esperanza —UNE—; la turba también incendió dos vehículos y tres viviendas, entre ellas la del difunto alcalde. | Ese mismo día, pero horas antes, el excandidato Lorenzo Sequec Juracán, se conducía en su automóvil con sus familiares en la ruta que comunica la Cumbre de Alaska con Sololá y fue víctima de un ataque armado; en el ataque fallecieron Lesbia Sequec Bocel, de 17 años, y Hermelinda Solís Bocel, de 18 años, hija y sobrina del excandidato, respectivamente, mientras que Sequec Juracan, de 38 años, Lourdes Paola Sequec Bocel, de 12, Eugenia Bocel Lopic de 36, Rosenda Bocel Sequec de 45 y Yovany Solís Bocel de 13 años resultaron heridos. Al saber el hecho, la turba enardecida atacó al alcalde. |
| Chinautla             | Guatemala    | 19 de octubre de 2015 | El 19 de octubre de 2015, Medrano fue aprehendido nuevamente, esta vez por estar sindicado de haber lavado diez millones de quetzales en el período 2005-2006; el funcionario fue sorprendido a las 6:00 AM en su viviendo en la colonia Santa Luisa, en Chinautla. Junto a Medrano fueron capturados otras cuatro personas, empleadas de la administración municipal; al ser entrevistado, se mostró confiado, como suele hacerlo en estas circunstancias, y afirmó que «está tranquilo, y que va a defenderse porque son casos diferentes». Se descubrieron que habría dos formas de operar de Medrano para lavar dinero: una forma habría consistido en girar seis cheques de la municipalidad a nombre de cuatro personas particulares, que posteriormente habrían depositado el dinero en cuentas de Medrano por un total de doscientos ochenta mil quetzales; el otro mecanismo, por su parte, habría consistido en depositar los fondos de la alcaldía en dos Organizaciones No Gubernamentales —ONG— que luego trasladaron el dinero a cuatro empresas constructoras, que a su vez habrían depositado el dinero a nombre de Medrano; las constructoras habrían sido DIMACO, Constructora El Campo, Constructora Torre Fuentes y Constructora Pineda de León. | El 11 de junio de 2013, el diario guatemalteco ElPeriódico informó que se sospecha que Medrano tendría un entramado de empresas que habrían movilizado hasta ochenta millones de quetzales en al menos tres bancos diferentes; también se sospechaba en esa oportunidad que Medrano habría contratado a DINACOM para el cobro del Impuesto Único sobre Inmuebles —IUSI— y que dicha empresa se habría beneficiado con 15 % de lo recaudado. Se supo que pocos días antes, Rudy Waldemar Osorio Vásquez —hermano de la esposa de Arnoldo Medrano— se habría suicidado en Río Dulce, Izabal, lanzándose del puente que atraviesa dicho río; Osorio Vásquez habría sido el enlace para beneficiar a empresas involucradas con proyectos en Fraijanes, en donde trabajaba como encargado de proyectos y jefe de ingeniería de la municipalidad. El 17 de junio de 2015, el último partido al que pertenecía, —Libertad Democrática Renovada —LIDER—, lo expulsó de sus filas por varias acusaciones de corrupción en su contra contenidas en el Informe de financiamiento de partidos políticos en Guatemala 2015. Medrano ya no participó en la contienda electoral de 2015, pero sí lo hizo su sobrina, Brenda del Cid Medrano, quien resultó elegida por el partido LIDER. |
| Cuilapa               | Santa Rosa   | 30 de octubre de 2015 | Édgar Ovidio Barrera García —exalcalde de Cuilapa y concejal quinto la corporación municipal electa para el periodo 2016-2020— fue capturado por la Policía Nacional Civil de Guatemala —PNC— en coordinación con la Fiscalía Especial Contra la Impunidad —FECI— del Ministerio Público. Estas instsituciones coordinaron aproximadamente una docena de allanamientos en varios municipios de Santa Rosa y en la Ciudad de Guatemala. También fueron capturados otros exfuncionarios de la municipalidad de Cuilapa y de la del municipio de Pueblo Nuevo Viñas. | Según las investigaciones de la FECI, todos los capturados integraban una red que habría operado durante el periodo de 2004 a 2008, durante el cual autorizaron la adjudicación de varias obras que no fueron culminadas, y cuyos fondos fueron trasladados a una cuenta particular, que posteriormente fueron distribuido entre varios exempleados municipales. |
| Ipala                 | Chiquimula   | 23 de octubre de 2015 | El Ministerio Público allanó varias propiedades del alcalde electo Esduin Gerson Javier —alias «El Tres Quiebres» por sospechas de lavado de dinero y tráfica de estupefacientes. | El 16 de julio de 2015, la Comisión Internacional Contra la Impunidad en Guatemala —CICIG— en su informe Informe de financiamiento de partidos políticos en Guatemala 2015 había hecho serias acusaciones en contra de Javier. |
| Santa Catarina Pínula | Guatemala    | 22 de octubre de 2015 | ElMinisterio Público allanó la municipalidad de Santa Catarina Pínula para determina si se autorizó la construcción de viviendas en el Cambray II luego de que CONRED había reportado que era una zona de alto riesgo; ya había solicitado información al respecto unas semanas antes, pero las autoridades edilicias la remitieron incompleta. | Un alud ocurrido en la colonia El Cambray II, en el municipio de Santa Catarina Pínula, el 1 de octubre de 2015 destruyó más de dos centenares de residencias que quedarron soterradas, dejando un saldo de doscientos ochenta fallecidos. |